# سامانثا شيلتون
سامانثا شيلتون (بالإنجليزية: Samantha Shelton)‏ هي ممثلة أمريكية، ولدت في 15 نوفمبر 1978 في لوس أنجلوس في الولايات المتحدة.

## وصلات خارجية
- سامانثا شيلتون على موقع IMDb (الإنجليزية)
- سامانثا شيلتون على موقع ميوزك برينز (الإنجليزية)
- سامانثا شيلتون على موقع ديسكوغز (الإنجليزية)
- سامانثا شيلتون على موقع قاعدة بيانات الفيلم (الإنجليزية)